# Медвежье (озеро, Мурманская область)
Медвежье — небольшое ледниковое озеро на Кольском полуострове, принадлежит бассейну Колы. В административном отношении расположено на территории городского округа Оленегорск Мурманской области.
Находится в 12 километрах к северо-западу от города Оленегорск. Лежит на высоте 172,9 метров над уровнем моря. Озеро имеет приблизительно треугольную форму. Длина 1,7 км, ширина 1,6 км. Площадь водной поверхности — 1,4 км².
В северо-западный конец озера впадают два небольших безымянных ручья, сток осуществляется в Колозеро, расположенное восточнее. Окружено лесами. Населённых пунктов на берегу озера нет.